# Ирати (река)
Ира́ти (исп. Irati, баск. Iratiko erreka) — река в автономном сообществе Наварра на севере Испании, левый приток Арагона. На реке обустроено несколько водохранилищ, наиболее крупное — Итойс.

## География
Ирати берёт своё начало в одноимённом лесу в месте встречи двух рек — Урбельца и Урчурия. Затем река поднимается через резервуар Ирабия, построенный в 1922 году, и течёт через долины Валье-де-Аэскоа и Орос-Бетелу района Ауньяменди. Приняв в себя притоки Урроби и Эрро, Ирати втекает в Итойс. Соединившись с притоками Саласар и Арету, река проходит через каньон Фос-де-Лумбьер и впадает в Арагон (правый приток Эбро) вблизи города Сангуэса в одноимённой комарке.
Длина Ирати — 83,8 км, площадь водосборного бассейна — 522,28 км². С истока Урбельцы Ирати имеет длину 88 километров и площадь водостока 1620 км² (1561 км² на территории Наварры). Максимальная высота над уровнем моря составляет 2021 м, а минимальная (у устья) 395 м.

## Особенности
Вместе с рекой Арга Ирати являются крупнейшими реками Наварры. Хорошее состояние вод Ирати вместе с богатой растительностью на берегах делают её богатыми рыбными угодьями, попадающими под декларацию правил по охране территории местного значения. Например, отдых и рыбалку на реке Ирати любил писатель Эрнест Хемингуэй, он даже описал их в своём романе «Фиеста».
Ирати активно эксплуатировалась (и эксплуатируется) гидроэлектростанциями, особенно после открытия в 1911 году компании «Irati S. A.». Именем компании была также названа железная дорога Памплона — Сангуэса, проходившая (туннели сейчас заброшены и являются туристическими маршрутами) через ущелье Лумбьер (дорога использовалась для связи лесозаготовок Ирати с лесопилкой в Лонгиде и пассажирских перевозок). Также реку до сих пор используют многочисленные предприятия: мельницы, кузницы, лесопилки, бумажные фабрики.